# Gaby Moreno
Maria Gabriela Moreno Bonilla (Guatemala-Stad, 16 december 1981) beter bekend als Gaby Moreno is een Guatemalteekse zangeres. Ze zingt vooral in het Engels en het Spaans.

## Biografie
Moreno werd in 1981 geboren in de Guatemalteekse hoofdstad Guatemala-Stad.
In 2014 verscheen ze met haar hond in een reclamecampagne van de PETA.

## Tournees

### 2009-2010
- In augustus 2009 toerde Moreno met de gevestigde zangeres Tracy Chapman.
- In november 2009 toerde ze met Ani DiFranco. Later nodigde DiFranco Moreno nogmaals uit om een tournee te doen in januari-februari 2010.
- In juli 2010 doorkruiste ze  de Duitse deelstaat Baden-Württemberg (onder andere in Konstanz, Heidelberg en Ravensburg)

### 2011
- In het voorjaar van 2011 toerde Moreno door Nederland, België en Duitsland.
- In het najaar toerde ze in samenwerking met The Milk Carton Kids.

### 2012
- In februari gaf ze concerten in heel Frankrijk.
- In het voorjaar ging ze samen met landgenoot Ricardo Arjona op tournee.
- In juni trad ze samen op met Jay Leno ter herdenking van 50 jaar Amnesty International. Ze trad daar op met artiesten waaronder Kris Kristofferson.
- In mei-juni trad ze op in Ierland ter ere van Aung San Suu Kyi. Ze deed dit samen met Bono, Damien Rice, Bob Geldof, Angélique Kidjo en anderen.
- Ook in juli trad ze op in Frankrijk.

### 2013
- Ze toerde samen met Hugh Laurie en The Copper Bottom Band doorheen Europa.

### 2014
- In maart trad ze opnieuw op met Hugh Laurie en The Copper Bottom Band. Deze keer traden ze op in Centraal- en Zuid-Amerika, waaronder in Argentinië, Brazilië en Mexico.

## Prijzen en nominaties
| Jaar | Ontvanger                                | Prijs                                                   | Resultaat   |
| ---- | ---------------------------------------- | ------------------------------------------------------- | ----------- |
| 2012 | Ricardo Arjona & Gaby Moreno - Fuiste Tú | Latin Grammy Award in de categorie Plaat van het jaar   | genomineerd |
| 2012 | Ricardo Arjona & Gaby Moreno - Fuiste Tú | Latin Grammy Award in de categorie Lied van het jaar    | genomineerd |
| 2013 | Gaby Moreno                              | Latin Grammy Award in de categorie Beste nieuwe artiest | gewonnen    |

- Bibliothèque nationale de France: cb161996763 (data)
- Gemeinsame Normdatei: 1022549561
- International Standard Name Identifier: 0000 0000 7914 8200
- Library of Congress Control Number: no2014032103
- MusicBrainz: 4aec1363-ab7a-4de2-a253-c529eeec55bd
- Virtual International Authority File: 120752635